# Verdienstkreuz des Landes Tirol
Mit Landesgesetz vom  25. November 1964 hat das Land Tirol die Auszeichnungen Verdienstkreuz des Landes Tirol und die Verdienstmedaille des Landes Tirol eingeführt. Das Verdienstkreuz ist ein silbernes lateinisches Kreuz auf dem in kleiner Form das Motiv des Ehrenzeichens liegt. Es ist 60 mm hoch und 50 mm breit und wird als Stechdekoration auf der linken Brustseite getragen.
Die Zahl der Träger des Verdienstkreuzes darf 500 nicht übersteigen; 48 Verdienstkreuze dürfen jährlich vergeben werden.

## Bekannte Träger chronologisch
- Sepp Tanzer (1965)
- Benedikt Posch (1966)
- Fanny Wibmer-Pedit (1967)
- Anna Maria Achenrainer (1970)
- Klaus Mahnert (1978)
- Heinz A. E. Mantl (1978)
- Josef Knapp (1979)
- Kurt Gattinger (1980)
- Max Reisch (1982)
- Hans Eibl (1983)
- Auguste Lechner (1983)
- Franz Tumler (1985)
- Luis Stefan Stecher (1990)
- Günther Andergassen (1991)
- Helmut Pechlaner (1994)
- Anton Frühauf (1996)
- Walter Methlagl (1997)
- Michael Forcher (2001)
- Paul Bacher (2003)
- Bruno Mahlknecht (2003)
- Karl Socher (2003)
- Hansi Hinterseer (2004)
- Rolf Steininger (2005)
- Klaus Heidegger (2006)
- Josef Pedarnig (2007)
- Norbert Rier (2007)
- Alois Schöpf (2007)
- Franz Posch (2008)
- Dietmar Schönherr (2008)
- Bernhard Hippler (2009)
- Maria Ancilla Hohenegger (2009)
- Andreas Hörtnagl (2009)
- Ernst Konzett (2009)
- Dieter Lukesch (2009)
- Harti Weirather (2010)
- Aloisia Schipflinger (2010)
- Heinz Wolf (2010)
- Hermann Pedit (2013)
- Ekkart Sauser (2013)
- Hannes Apfolterer (2014)
- Diana Langes-Swarovski (2021)[3]
- Walter Obwexer (2021)[3]
- Karl Pischl (?)
- Alfred Thenius (?)
- Michael Thaler (?)